# Liste des circonscriptions législatives de l'Aveyron
Le département français de l'Aveyron est, sous la Cinquième République, constitué de trois circonscriptions législatives, ce nombre étant stable depuis 1958. Leurs limites ont été redéfinies lors du redécoupage de 1986, mais n'ont pas été affectées par celui de 2010, en vigueur à compter des élections législatives de 2012.

## Présentation
Par ordonnance du 13 octobre 1958 relative à l'élection des députés à l'Assemblée nationale, le département de l'Aveyron est constitué de trois circonscriptions électorales.
Lors des élections législatives de 1986 qui se sont déroulées selon un mode de scrutin proportionnel à un seul tour par listes départementales, le nombre de trois sièges de l'Aveyron a été conservé.
Le retour à un mode de scrutin uninominal majoritaire à deux tours en vue des élections législatives suivantes, a maintenu ce nombre de trois sièges,, selon un nouveau découpage électoral.
Le redécoupage des circonscriptions législatives réalisé en 2010 et entrant en application à compter des élections législatives de juin 2012, n'a modifié ni le nombre ni la répartition des circonscriptions de l'Aveyron.

## Composition des circonscriptions

### Composition des circonscriptions de 1958 à 1986
À compter de 1958, le département de l'Aveyron comprend trois circonscriptions.
- 1re circonscription : Mur-de-Barrez, Sainte-Geneviève-sur-Argence, Saint-Amans, Entraygues, Estaing, Laguiole, Saint-Chély, Espalion, Saint-Geniez-d'Olt, Marcillac, Bozouls, Laissac, Rodez, Sauveterre, Naucelle.
- 2e circonscription : Decazeville, Conques, Capdenac-Gare, Aubin, Villeneuve, Montbazens, Rignac, Villefranche-de-Rouergue, Rieupeyroux, Najac, La Salvetat.
- 3e circonscription : Campagnac, Sévérac-le-Château, Vézins, Pont-de-Salars, Cassagnes, Salles-Curan, Saint-Beauzély, Millau, Peyreleau, Réquista, Saint-Rome-de-Tarn, Saint-Sernin, Saint-Affrique, Cornus, Nant, Belmont, Camarès.

### Composition des circonscriptions depuis 1988
À compter du découpage de 1986, le département de l'Aveyron comprend trois circonscriptions regroupant les cantons suivants :
- 1re circonscription : Bozouls, Entraygues-sur-Truyère, Espalion, Estaing, Laguiole, Laissac, Marcillac-Vallon, Mur-de-Barrez, Rodez-Est, Rodez-Nord, Rodez-Ouest, Saint-Amans-des-Cots, Saint-Chély-d'Aubrac, Sainte-Geneviève-sur-Argence, Saint-Geniez-d'Olt.
- 2e circonscription : Aubin, Baraqueville-Sauveterre, Capdenac-Gare, Conques, Decazeville, Montbazens, Najac, Naucelle, Rieupeyroux, Rignac, La Salvetat-Peyralès, Villefranche-de-Rouergue, Villeneuve.
- 3e circonscription : Belmont-sur-Rance, Camarès, Campagnac, Cassagnes-Bégonhès, Cornus, Millau-Est, Millau-Ouest, Nant, Peyreleau, Pont-de-Salars, Réquista, Saint-Affrique, Saint-Beauzély, Saint-Rome-de-Tarn, Saint-Sernin-sur-Rance, Salles-Curan, Sévérac-le-Château, Vézins-de-Lévézou.

À la suite du redécoupage des cantons de 2014, les circonscriptions législatives ne sont plus composées de cantons entiers mais continuent à être définies selon les limites cantonales en vigueur en 2010. Les circonscriptions sont ainsi composées des cantons actuels suivants :
- 1re circonscription : cantons d'Aubrac et Carladez, Causse-Comtal (sauf commune d'Agen-d'Aveyron), Lot et Palanges, Lot et Truyère, Nord-Lévezou (sauf commune de Flavin), Rodez-1, Rodez-2, Rodez-Onet et du Vallon
- 2e circonscription : cantons d'Aveyron et Tarn, Ceor-Ségala, Enne et Alzou, Lot et Dourdou, Lot et Montbazinois, Villefranche-de-Rouergue et Villeneuvois et Villefranchois.
- 3e circonscription : cantons des Causses-Rougiers, Millau-1, Millau-2, Monts du Réquistanais, Raspes et Lévezou, Saint-Affrique et Tarn et Causses, communes d'Agen-d'Aveyron et Flavin